# Moschus
Moschus Linnaeus, 1758 è l'unico genere della famiglia dei moschidi (Moschidae Gray, 1821), una delle dieci famiglie che compongono l'ordine degli Artiodattili. Le specie classificate in questo genere, note come moschi, o cervi muschiati, sono più primitive dei Cervidi, o cervi veri e propri, in quanto sono prive di palchi o ghiandole facciali, possiedono un unico paio di mammelle, una cistifellea, una ghiandola caudale, un paio di denti a forma di zanna e - caratteristica di grande importanza economica per l'uomo - una ghiandola del muschio. I Moschidi vivono prevalentemente nelle foreste e nelle boscaglie alpine dei monti dell'Asia meridionale, in particolar modo sull'Himalaya. Attualmente il loro areale è interamente asiatico, ma i resti fossili dei membri più antichi della famiglia sono stati trovati in Europa, in depositi oligocenici.

## Tassonomia
I moschi potrebbero essere gli ultimi rappresentanti dei Paleomericidi (Palaeomerycidae), la famiglia di ruminanti da cui probabilmente hanno avuto origine i cervi. Essi comparvero nell'Oligocene inferiore e scomparvero nel Pliocene. La maggior parte delle specie di questa famiglia era priva di palchi, sebbene queste strutture fossero presenti in alcune delle specie più recenti. Malgrado la somiglianza, ancora oggi i moschi continuano a essere classificati in una famiglia a parte.
Il genere Moschus comprende sette specie:
- Moschus anhuiensis Wang, Hu e Yan, 1982 - mosco dell'Anhui;
- Moschus berezovskii Flerov, 1929 - mosco nano;
- Moschus chrysogaster (Hodgson, 1839) - mosco alpino;
- Moschus cupreus Grubb, 1982 - mosco del Kashmir;
- Moschus fuscus Li, 1981 - mosco nero;
- Moschus leucogaster Hodgson, 1839 - mosco dell'Himalaya;
- Moschus moschiferus Linnaeus, 1758 - mosco siberiano.

## Caratteristiche
Nell'aspetto i moschi ricordano dei piccoli cervi dal corpo tozzo e con le zampe posteriori più lunghe di quelle anteriori. Sono lunghi circa 80–100 cm, misurano 50–70 cm di altezza al garrese e pesano 7–17 kg. I loro zoccoli gli permettono di arrampicarsi velocemente anche su terreni accidentati. Come il cervo d'acqua della Cina, appartenente alla famiglia dei Cervidi, sono privi di palchi, ma i maschi possiedono dei canini superiori ben sviluppati, a forma di sciabola. La formula dentaria è simile a quella dei cervi veri e propri.
La ghiandola del muschio è presente solo nei maschi adulti. Si trova in una sacca situata tra i genitali e l'ombelico e il suo secreto viene impiegato molto probabilmente per attrarre le femmine.
I moschi sono erbivori e vivono in regioni collinari e boscose, generalmente lontane dagli insediamenti umani. Come i cervi veri e propri, si nutrono principalmente di foglie, fiori ed erba, ma anche di muschi e licheni. Sono animali solitari ed occupano territori ben definiti, i cui confini vengono marcati con le ghiandole caudali. Generalmente timidi, hanno abitudini notturne e crepuscolari.
Durante la stagione degli amori i maschi abbandonano i propri territori e combattono tra loro per le femmine impiegando le zanne come arma. Le femmine, dopo una gestazione di 150-180 giorni, danno alla luce un unico piccolo. Questo, alla nascita, è di dimensioni molto ridotte e trascorre pressoché immobile il primo mese di vita, sì da rimanere nascosto agli occhi dei predatori.

### Il muschio

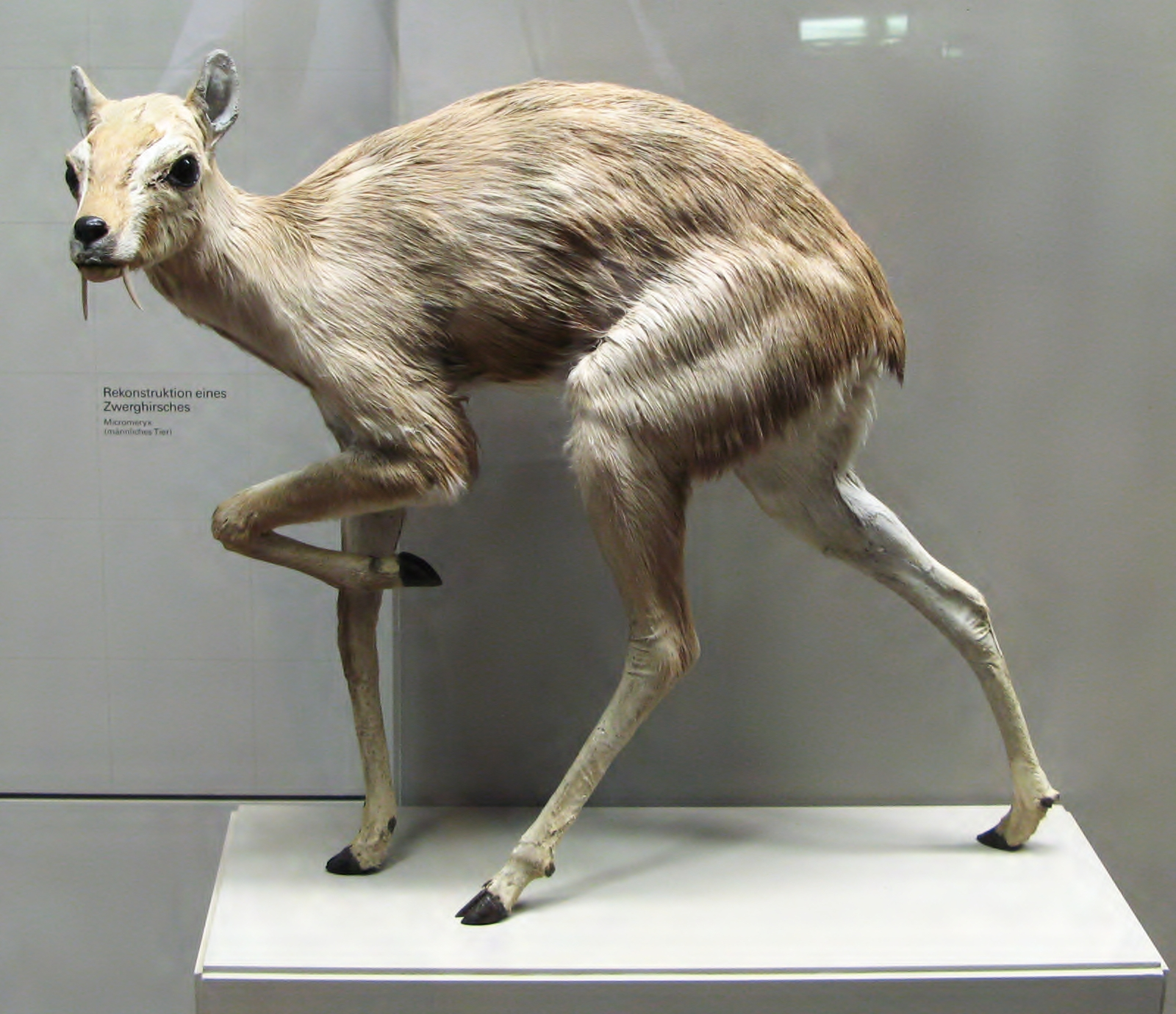
Ricostruzione di un Moschide estinto, il Micromeryx.

Il mosco è l'animale più pregiato della Cina e della Siberia. Ciò è soprattutto dovuto al muschio, denso, oleoso, quasi gelatinoso, di color rosso che, asciugandosi, diventa nero. Appena estratto, il muschio emana un odore molesto, che diventa però piacevole man mano che si asciuga. Il muschio orientale, prodotto dal mosco nano, è più apprezzato di quello di origine siberiana, noto col nome di kabardinic. Il muschio viene racchiuso in uno speciale contenitore di circa 30 g. Viene usato normalmente in profumeria, ma in Cina è considerato anche un afrodisiaco, una sostanza fertilizzante e persino un sedativo. Nel Tibet, mescolato allo sterco di capra e al tabacco cinese, viene usato come del tabacco da fiuto. Inoltre, anche altre parti del corpo di questo animale sono molto ricercate. La carne è infatti apprezzata dai tibetani, mentre i russi e i cinesi la trovano insipida e troppo profumata di muschio.
A tutt'oggi, il mosco viene cacciato principalmente per il suo muschio, sebbene non più col medesimo interesse di un tempo. Durante gli anni trenta, infatti, se ne uccidevano dai 10.000 ai 15.000 capi all'anno, per un valore molto elevato. Tuttavia, sul mercato nero, le ghiandole del muschio valgono fino a 45.000 dollari al chilo. Il sistema usato per catturare i moschi consiste in una trappola e un nodo scorsoio. Non è però necessario uccidere il mosco per estrarne il muschio, che può esser prelevato infatti introducendo nella sua borsa un apposito tubo, dopo di che una lieve pressione basterà a farlo schizzare fuori. In proposito, lo zoologo russo Konstantin Flerov, suggerì, a metà del XX secolo, di allevare il mosco, il che avrebbe permesso di creare un'industria redditizia.